# 亨普斯特德縣
亨普斯特德縣（英語：Hempstead County）是美国阿肯色州西南部的一個縣，面積1,920平方公里。根據2020年美國人口普查統計，本縣共有人口20,065人。本縣縣治為霍普。本縣亦是霍普都會統計區的一部份。

## 歷史

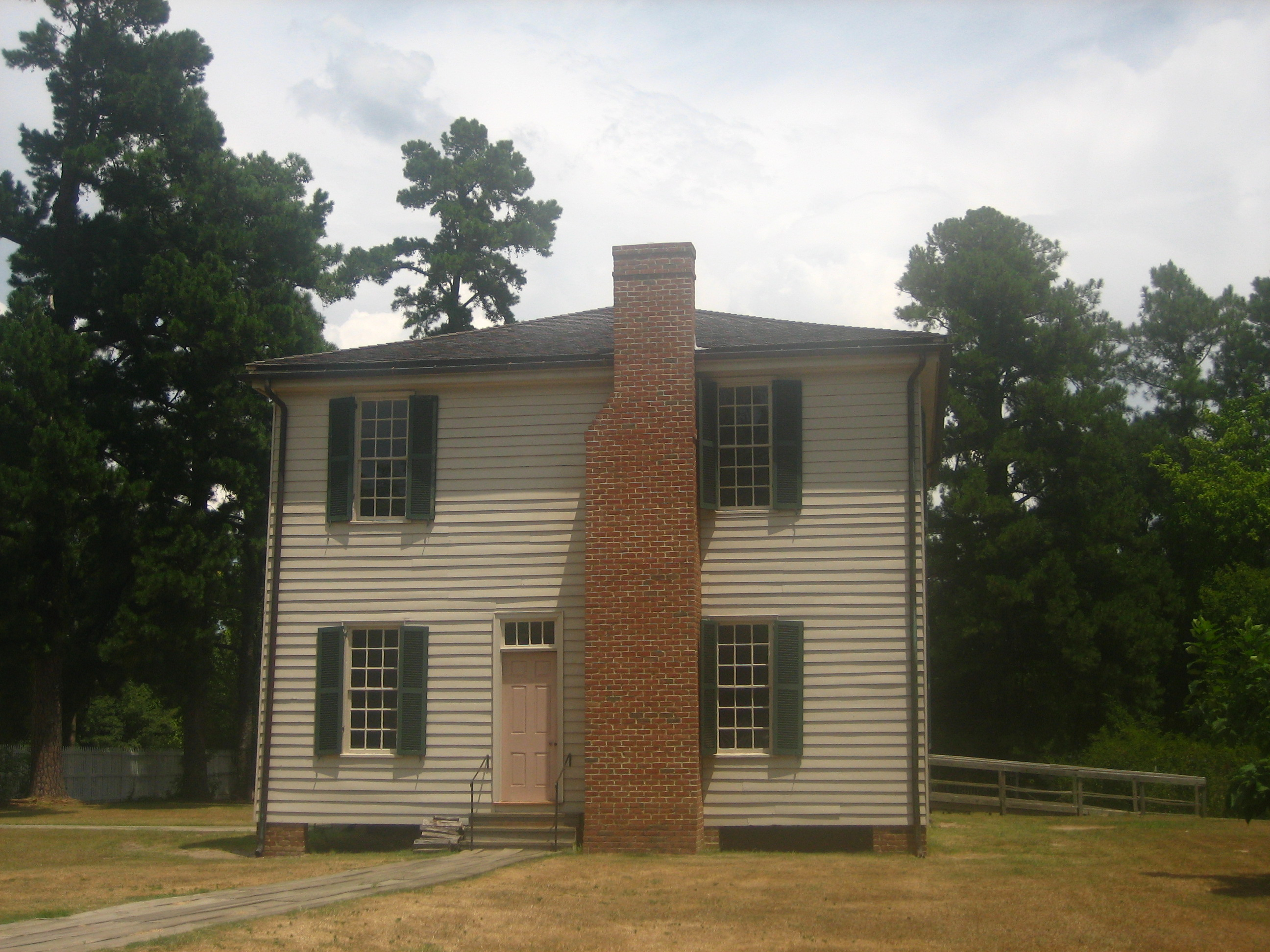
位於華盛頓州立歷史公園內的前亨普斯特德縣法院

本縣於1818年12月15日成立，是該州第二批成立的縣之一，亦是該州第四個成立的縣。縣名紀念密苏里领地國會代表愛德華·亨普斯特德，阿州當時是領地的一部分。本縣為一禁酒的縣。
華盛頓州立歷史公園位於本縣內。該公園位於縣治霍普以西北約9英里（14.48公里）的歷史鄉莊華盛頓內。該州立公園於1973年以「舊華盛頓州立歷史公園」之名成立，但名稱中的「舊」字卻於2006年被除去。該公園提供步行遊覽歷史鄉村的服務，而該歷史村莊亦擁有很多建於19至20世紀的建築物。

## 地理

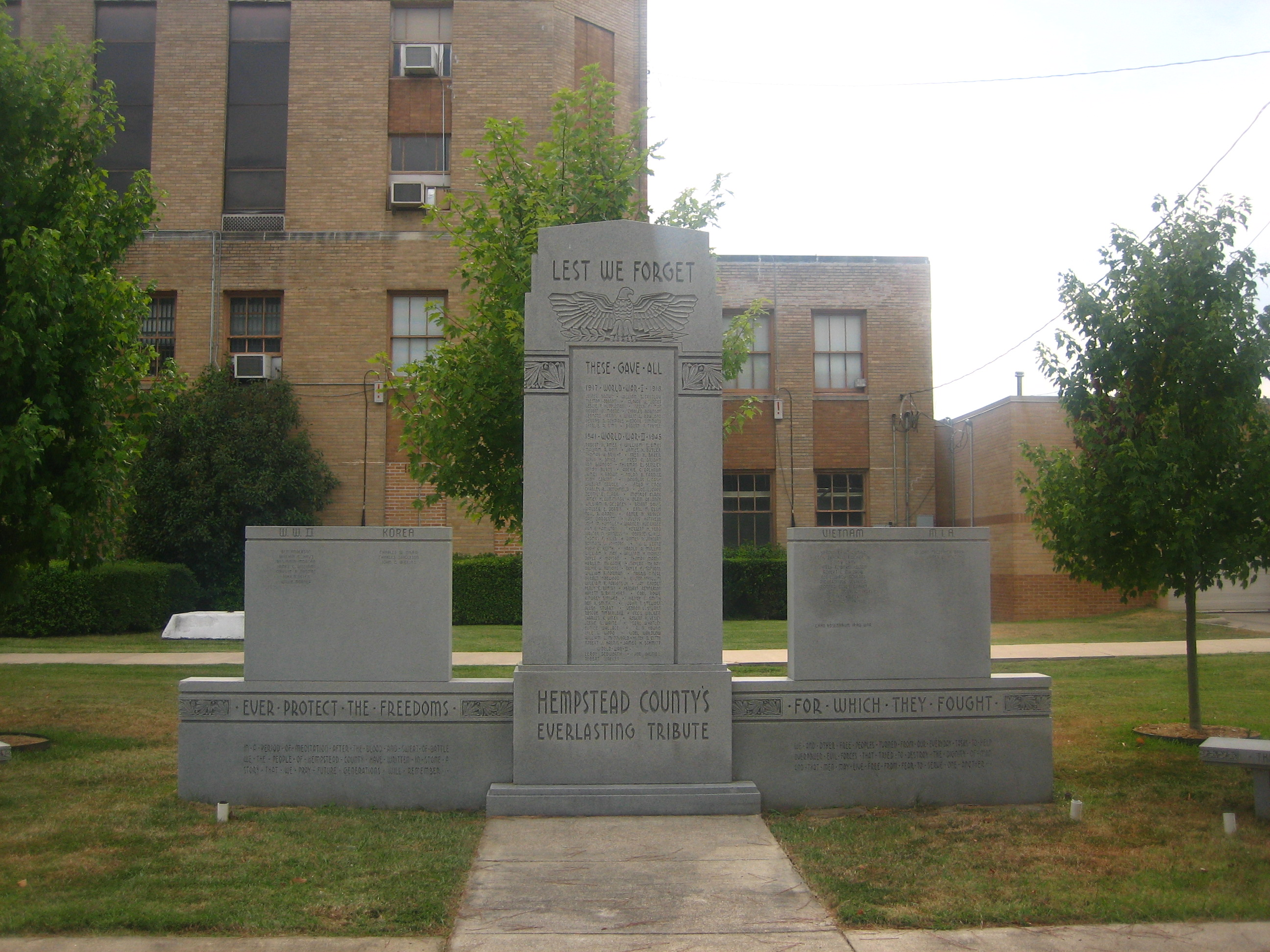
位於縣治霍普內亨普斯特德縣法院前的退伍軍人紀念碑

根據2000年人口普查，錫沃立縣的總面積為741.36平方英里（1,920.1平方），其中有728.77平方英里（1,887.5平方），即98.3%為陸地；12.59平方英里（32.6平方），即1.7%為水域。

### 主要公路
- 30號州際公路
- 67号美国国道
- 278号美国国道
- 371號美國國道（英语：U.S. Route 371）
- 4號阿肯色州州道（英语：Arkansas Highway 4）
- 27號阿肯色州州道（英语：Arkansas Highway 27）
- 29號阿肯色州州道（英语：Arkansas Highway 29）
- 32號阿肯色州州道（英语：Arkansas Highway 32）

### 毗鄰縣
所有亨普斯特德縣的毗鄰縣都是阿肯色州的縣份。
- 派克縣：北方
- 內華達縣：東方
- 拉法葉縣：南方
- 米勒縣：西南方
- 小河郡：西方
- 霍華德縣：西北方

## 人口
| 调查年            | 人口   | 备注 | %±     |
| ----------------- | ------ | ---- | ------ |
| 1830              | 2,512  |      | —      |
| 1840              | 4,921  |      | 95.9%  |
| 1850              | 7,672  |      | 55.9%  |
| 1860              | 13,989 |      | 82.3%  |
| 1870              | 13,768 |      | −1.6%  |
| 1880              | 19,015 |      | 38.1%  |
| 1890              | 22,796 |      | 19.9%  |
| 1900              | 24,101 |      | 5.7%   |
| 1910              | 28,285 |      | 17.4%  |
| 1920              | 31,602 |      | 11.7%  |
| 1930              | 30,847 |      | −2.4%  |
| 1940              | 32,770 |      | 6.2%   |
| 1950              | 25,080 |      | −23.5% |
| 1960              | 19,661 |      | −21.6% |
| 1970              | 19,308 |      | −1.8%  |
| 1980              | 23,635 |      | 22.4%  |
| 1990              | 21,621 |      | −8.5%  |
| 2000              | 23,587 |      | 9.1%   |
| 2010              | 22,609 |      | −4.1%  |
| 2012年估计        | 22,373 |      | −1.0%  |
| [ 7 ] [ 8 ] [ 9 ] |        |      |        |

亨普斯特德縣人口金字塔

根據2000年人口普查，亨普斯特德縣擁有23,587居民、8,959住戶和6,378家庭。其人口密度為每平方英里32居民（每平方公里12居民）。本縣擁有10,166間房屋单位，其密度為每平方英里14間（每平方公里5間）。而人口是由63.28%白人、30.36%非裔、0.42%原住民、0.17%亞裔、0.02%太平洋岛民、4.17%其他種族和1.59%混血构成。而西裔或拉美裔佔了人口8.25%。
在8,959住户中，有38%擁有一個或以上的兒童（18歲以下）、51.4%為夫妻、15.3%為單親家庭、28.8%為非家庭、25.5%為獨居、11.7%住戶有同居長者。平均每戶有2.6人，而平均每個家庭則有3.09人。在23,587居民中，有27.3%為18歲以下、9.6%為18至24歲、27.2%為25至44歲、21.7%為45至64歲以及14.1%為65歲以上。人口的年齡中位數為35歲，女子對男子的性別比為100：93.7。成年人的性別比則為100：89.7。
本縣的住戶收入中位數為$28,622，而家庭收入中位數則為$34,082。男性的收入中位數為$25,830，而女性的收入中位數則為$17,383，人均收入為$14,103。約16%家庭和20.3%人口在貧窮線以下，包括29.2%兒童（18歲以下）及16.7%長者（65歲以上）。